# Граний
Граний (на латински: Granius) е мъжко име на плебейската фамилия Грании от 2 и 1 век пр.н.е. от Путеоли, Кампания, Италия.
Известни с това име:
- Квинт Граний, известен глашатай (praeco) от 2 и 1 век пр.н.е.
- Гней Граний, последовател на Гай Марий през 88 пр.н.е., вероятно син на Юлия Цезарис (съпруга на Марий)
- Квинт Граний, последовател на Гай Марий през 88 пр.н.е.
- Граний († 78 пр.н.е.), дуумвир на Путеоли, причинява смъртта на Сула
- Авъл Граний († 48 пр.н.е.), знатен конник, офицер при Юлий Цезар
- Марк Граний Марцел, проконсул на Витиния 14/15 г.
- Квинт Граний, 24 г. обвинява Луций Калпурний Пизон Авгур
- Граний Силван, военен трибун в преторианска кохорта при император Нерон
- Граний Флак, антиквар и автор 1 век пр.н.е.
- Граний Лициниан, историк от средата на 2 век.
- Граний, медициниски писател на 28. книга Naturalis historia
- Граний Раний Каст, римски консул 142 г.
- Юлий Граний, римски ретор по времето на Александър Север
- Гай Граний, римски драматика-поет